# Suure-Lähtru
Suure-Lähtru – wieś w Estonii, w prowincji Lääne, w gminie Martna.